# ژوزه آگواش
ژوزه آگواش (پرتغالی: José Águas; ۹ نوامبر ۱۹۳۰ – ۱۰ دسامبر ۲۰۰۰) بازیکن و مربی سابق فوتبال اهل پرتغال بود.

## باشگاهی
از باشگاه‌هایی که در آن بازی کرده‌است می‌توان به بنفیکاو باشگاه فوتبال آستریا وین اشاره کرد.

## تیم ملی
وی همچنین در تیم ملی فوتبال پرتغال بازی کرده‌است.